# František Josef ze Salm-Reifferscheidtu
František Josef starohrabě ze Salm-Reifferscheidtu (německy Franz Joseph Altgraf zu Salm-Reifferscheidt-Hainspach) (31. května 1819, Praha – 26. prosince 1887 tamtéž) byl český šlechtic z rodu Salm-Reifferscheidtů. Jako dlouholetý poslanec českého zemského sněmu byl aktivní v různých sférách veřejného života v Českém království. Byl majitelem několika velkostatků v Čechách, jeho hlavním sídlem byl zámek Světlá nad Sázavou, který nechal nákladně přestavět. 

## Život

Erb rodové linie Salm-Reifferscheidt-Hainspach

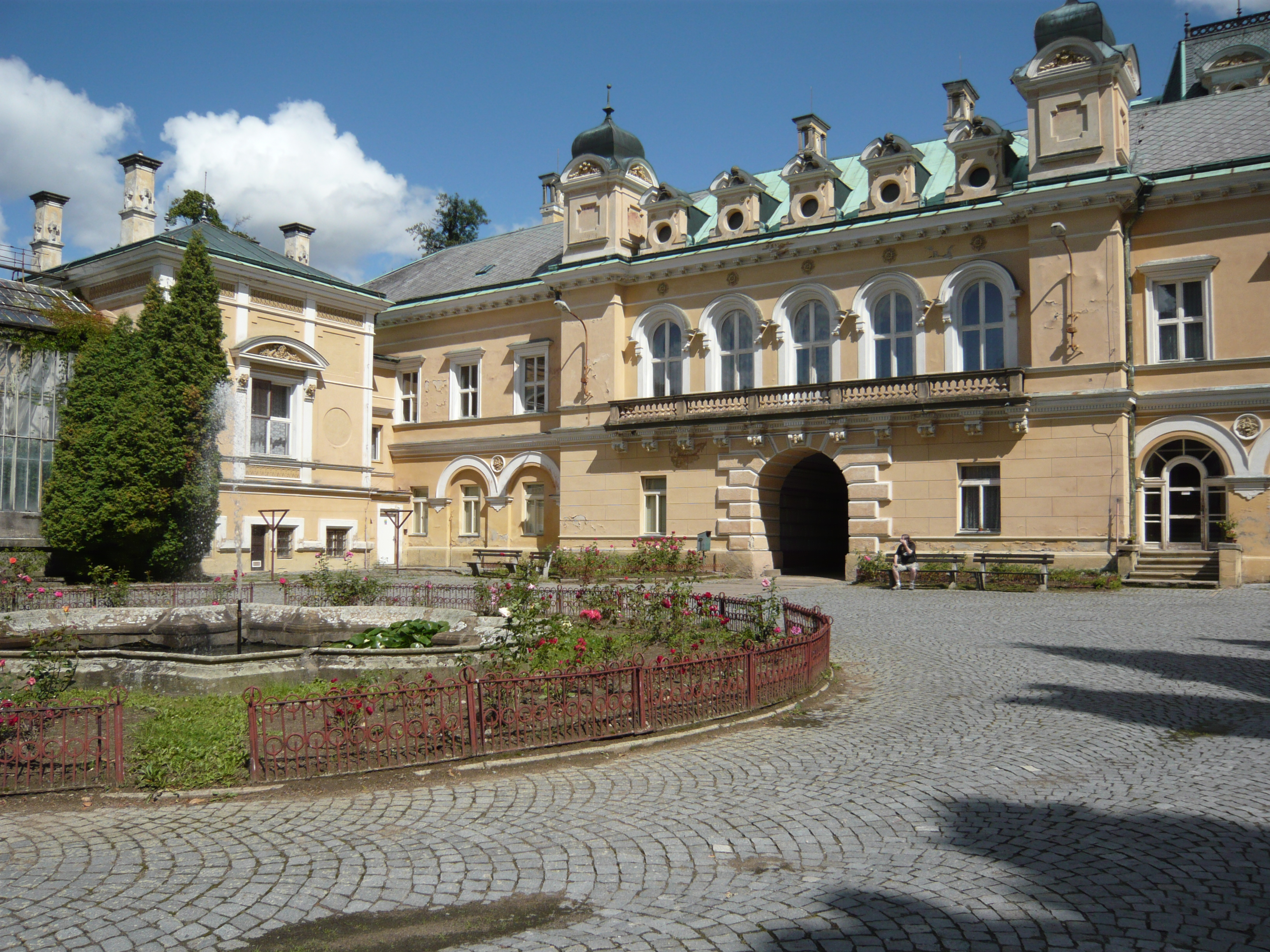
Zámek Světlá nad Sázavou

Pocházel ze starého německého rodu Salmů, patřil k větvi Salm-Reifferscheidt, označované podle staršího německého názvu panství Lipová (Hanšpach) jako Salm-Reifferscheidt-Hainspach. Narodil se jako nejstarší syn starohraběte Jana Františka Václava ze Salm-Reifferscheidtu (1780–1847) a jeho manželky hraběnky Marie Rosiny z Nostic-Rokytnice (1795–1847). František Josef studoval v letech 1837–1841 práva na Karlově univerzitě a po otcově úmrtí převzal správu rodových statků (1847). Během revolučních let 1848–1849 vstoupil do armády a dosáhl hodnosti nadporučíka u pěšího pluku č. 7. V roce 1851 armádu opustil a později byl mimo aktivní službu povýšen na majora. Jako majitel fideikomisu byl v roce 1861 jmenován doživotním členem rakouské Panské sněmovny. Souběžně se začal uplatňovat v politickém životě na zemské úrovni a v několika volebních obdobích byl poslancem českého zemského sněmu (1861–1865, 1867–1870 a 1872–183). Byl volen za velkostatkářskou kurii a hlásil se ke Straně ústavověrného velkostatku. Uplatnil se také jako v hospodářské sféře, v roce 1864 byl spoluzakladatelem bankovního domu Österreichische Boden-Creditanstalt. V roce 1868 vstoupil jako koncesionář do společnosti Rakouské severozápadní dráhy a později byl jejím prezidentem. S ohledem na své podnikatelské aktivity prosadil trasování jedné z tratí Severozápadní dráhy přes svůj velkostatek ve Světlé nad Sázavou. V letech 1873–1880 byl prezidentem Zemské kulturní rady Českého království. V roce 1883 byl spoluzakládajícím členem Německého divadelního spolku v Praze, který inicioval výstavbu Nového německého divadla. Jako člen se angažoval v několika dalších organizacích, například ve Společnosti vlasteneckých přátel umění. 

## Tituly a ocenění
V roce 1846 byl jmenován c. k. komořím. Za zásluhy na bojištích během revoluce 1848–1849 obdržel Vojenský záslužný kříž (1850). Později se stal nositelem rytířského kříže Leopoldova řádu (1863) a Řádu železné koruny I. třídy (1868), byl také čestným rytířem Maltézského řádu a ve Francii byl jmenován komandérem Řádu čestné legie. V roce 1878 obdržel titul c. k. tajného rady s nárokem na oslovení Excelence. Kromě toho byl uživatelem dědičné hodnosti nejvyššího komorníka nad stříbrem Českého království, která rodině náležela od konce 18. století. 
František Josef Salm-Reifferscheidt zemřel svobodný a bezdětný v Praze 26. prosince 1887 ve věku 68 let, pohřben byl v rodové hrobce v kostele Nanebevzetí Panny Marie ve Vilémově.

## Majetkové poměry

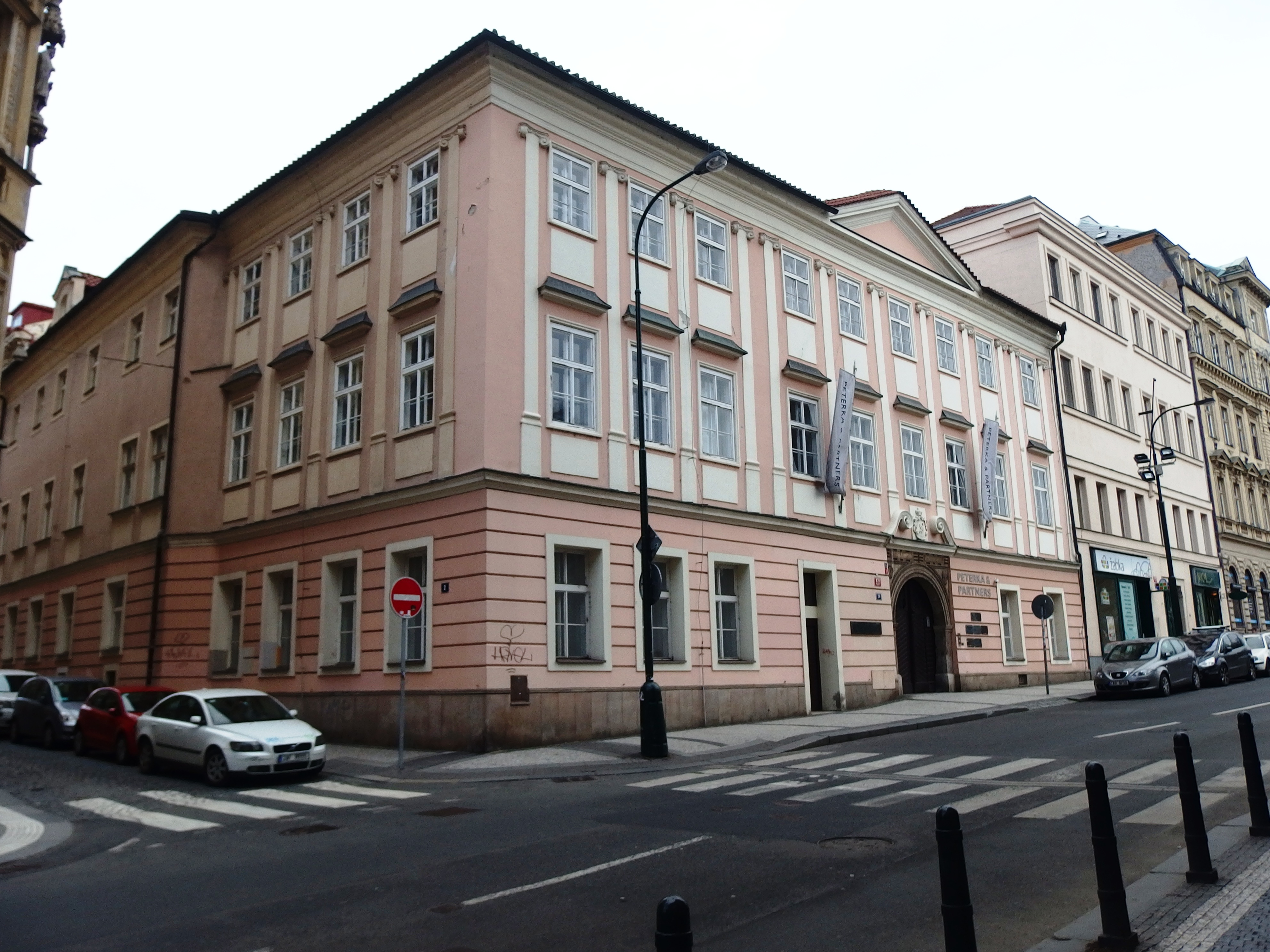
Braunův dům v Praze, sídlo Salm-Reifferscheidtů v 19. století

Po otci byl dědicem fideikomisu Lipová (dříve pod německým názvem Hainspach) a alodiálního velkostatku Světlá nad Sázavou. K Lipové patřilo 2 744 hektarů půdy, tři hospodářské dvory a několik průmyslových provozů (pivovar). Součástí velkostatku Světlá byly menší statky Vilémovice a Zboží, v roce 1870 byl přikoupen sousední velkostatek Habry. Ke světelskému velkostatku poté patřilo 5 916 hektarů půdy, 16 hospodářských dvorů a průmyslové podniky. V roce 1858 byl ve Světlé zrušen lihovar a na jeho místě zřízena škrobárna, dále František Josef založil parní pilu. Na velkostatku Světlá fungovaly sklářské hutě a brusírny drahokamů, tyto obory zde měly tradici od 18. století z doby předchozích majitelů Kolovratů. Hodnota obou velkostatků v Lipové a Světlé byla v roce 1870 vyčíslena na jeden a půl miliónu zlatých.
Zatímco dříve byl hlavním rodovým sídlem zámek Lipová, který byl opraven naposledy v roce 1834, za Františka Josefa zůstal zcela stranou zájmu. František Josef se rozhodl trvale usadit na zámku ve Světlé, který prošel v letech 1868–1873 nákladnou přestavbou podle projektu vídeňského architekta Svatoše. Zámek získal podobu luxusního sídla s novorenesančními a novobarokními prvky. Na přestavbu zámku navazovalo v roce 1871 zřízení krajinářského parku, který nakonec dosáhl rozlohy 16 hektarů. Park byl doplněn několika drobnými architektonickými objekty, mezi Dolním a Horním rybníkem byl v roce 1884 postaven litinový tzv. Čertův most. Uplatnění v té době našel i nedaleký zámek Zboží, kde v té době sídlil Františkův mladší bratr Jan. V Praze měla rodina k dispozici tzv. Braunův dům, v té době zvaný Salmův palác na Karlově náměstí, kde sídlilo také ředitelství salmovských velkostatků.

## Rodina
Měl tři mladší sourozence, dva bratry a sestru.
- Alois Josef (1820 – 1889), c. k. major, poslanec českého zemského sněmu a říšské rady[20]
- Jan Josef (1822–1885), c. k. rytmistr, poslanec českého zemského sněmu
- Johanna Josefa Rosina (1827–1892), dáma Řádu hvězdového kříže, c.k. palácová dáma, manžel 1846 Josef Osvald I. hrabě z Thun-Hohensteinu (1817–1883), c. k. tajný rada, komoří, poslanec českého zemského sněmu, starosta v Klášterci nad Ohří, majitel velkostatků Klášterec nad Ohří, Žehušice, Benešov nad Ploučnicí

Protože František Josef i jeho mladší bratři zemřeli bez potomstva a jimi tato linie Salmů vymřela, majetek nakonec v roce 1889 převzala jejich sestra Johanna, provdaná Thun-Hohensteinová. Velkostatky Lipová a Světlá nad Sázavou pak zdědil její syn Josef Osvald II. z Thun-Hohensteinu (1849–1913), který v roce 1897 získal nárok na rozšíření rodového jméno do podoby Thun-Hohenstein-Salm-Reifferscheidt, respektive zkráceně Thun-Salm.